# Франклин, Урсула
Урсула Мария Марциус-Франклин (англ. Ursula Maria Martius Franklin; 16 сентября 1921, Мюнхен, Германия — 22 июля 2016, Торонто) — канадская учёная-физик и общественная деятельница. Франклин, известная как специалист по структуре металлов и сплавов, одна из основоположников археометрии и первая женщина-профессор Торонтского университета, в 1992 году была произведена в компаньоны Ордена Канады, а в 2002 году удостоена Пирсоновской медали мира за свою общественную деятельность.

## Биография
Урсула Мария Марциус родилась в 1921 году в Мюнхене в семье археолога и этнографа Альбрехта Марциуса и историка искусства Ильзы Марии Марциус. Отец Урсулы был лютеранином, мать — еврейкой. «Нечистая кровь» стала причиной того, что в ходе Второй мировой войны Урсула была исключена из университета и отправлена в трудовой лагерь. Она оставалась заключённой до поражения нацистской Германии, трудясь в тяжёлых условиях, которые обернулись для неё обморожением ног; пострадавшие лимфатические сосуды ног не восстановились полностью, и до конца жизни она страдала от постоянных болей. Родители Урсулы также оказались в лагерях, но сумели выжить, а еврейская родня её матери была уничтожена.
По окончании войны Урсула Марциус возобновила занятия и в 1948 году окончила докторантуру Берлинского технического университета по экспериментальной физике. Через год она приняла предложение постдокторантуры в Торонтском университете и переехала в Канаду, где провела всю оставшуюся жизнь. Вскоре после переезда она познакомилась со своим будущим мужем — инженером Фредом Франклином, также иммигрировавшим в Канаду из Германии. Они поженились в 1952 году, тогда же став членами общины квакеров. В браке с Фредом в 1955 году родился сын Мартин, а ещё через три года — дочь Моника.
С 1952 по 1967 год Урсула Франклин работала в Исследовательском фонде Онтарио, а затем вернулась в Торонтский университет на кафедру металлургии и материаловедения, став первой женщиной-профессором на этой кафедре. В 1973 году она стала штатным профессором, а в 1984 году — первой женщиной в этом вузе, удостоенной звания профессора университета. Франклин оставалась сотрудницей Торонтского университета до ухода на пенсию в 1989 году.
Я определяю мир не как отсутствие войны, а как наличие справедливости и отсутствие страха.
Одновременно с научной работой Франклин вела активную общественную деятельность, направленную на защиту мира, продвижение идей ресурсосберегающего общества и женского равноправия; возможность заниматься правозащитной и пацифистской деятельностью, по её словам, была одной из причин эмиграции из послевоенной Германии. В годы работы в Торонтском университете она принципиально отказывалась вести исследования или преподавать материалы, которые могут быть в дальнейшем использованы в военных целях. В качестве члена Научного совета Канады она в 1970-е годы возглавила исследования по консервации дикой природы и природных ресурсов, оказавшие в дальнейшем влияние на экологическое движение. В сотрудничестве с организацией «Канадский голос женщин» она работала над докладами для парламента о военных сделках Канады и исследованиях в области химического и биологического оружия, а вместе с бывшим сенатором Лоис Уилсон — над выдвижением женщин на руководящие должности в канадских вузах и на награждение Орденом Канады. В 1997 году, когда университет присваивал звание почётного доктора экс-президенту США Джорджу Бушу, Франклин, называвшая войну 1990 года в Персидском заливе «совершенным безумием», в полном академическом облачении возглавила демонстративный уход из зала 27 преподавателей вуза в знак протеста против этого шага. В 2001 году Франклин и ещё три бывших женщины-профессора подали коллективный иск против Торонтского университета, обвинив вуз в том, что тот в течение десятилетий платил сотрудникам-женщинам меньше, чем мужчинам. В рамках досудебного соглашения университет выплатил компенсации более чем 60 бывшим преподавательницам.
Урсула Франклин умерла в июле 2016 года в возрасте 94 лет в доме престарелых в Торонто, оставив после себя мужа, сына, дочь и четырёх внуков.

## Вклад в науку
Как учёный Урсула Франклин внесла вклад в нескольких разных областях знания. Среди её наиболее памятных достижений называют проведённое в годы работы в Исследовательском фонде Онтарио исследование состава детских зубов, показавшее, что в них содержатся радиоактивные вещества, выделяемые в ходе атмосферных испытаний ядерного оружия. Среди детей, чьи зубы использовались в исследовании, был и собственный сын Франклин — Мартин. Мартин Франклин позже вспоминал: «В то время мне было лет семь, и пока к другим детям приходила зубная фея, мои [зубы] проверяли на присутствие стронция-90». Обнародование результатов Франклин стало одним из факторов принятия международного моратория на атмосферные ядерные испытания.
Во время работы в Торонтском университете Франклин стала одним из пионеров применения современных материаловедческих методологий в археологических исследованиях, в том числе в датировке медных, бронзовых и керамических артефактов, а также в оценке исторического влияния развития технологий на общество — метода, в дальнейшем известного как археометрия. В 1970-е годы её исследования в области консервации природных ресурсов и дикой природы помогли обществу осознать необходимость этих процессов.

## Признание заслуг
В 1982 году Урсула Франклин была произведена в офицеры Ордена Канады за «новаторские труды в области экспериментальной физики», применение научных методов в археологии, вклад в борьбу за мир, международное взаимопонимание, женское равноправие и ресурсосберегающее общество. В 1993 году она была произведена в компаньоны Ордена Канады (высшая степень данной награды).
В 1982 году Франклин получила награду за заслуги от мэрии Торонто за свою работу в области городского планирования. В 1990 году по представлению Онтарийской конфедерации ассоциаций университетских преподавателей Урсула Франклин стала кавалером Ордена Онтарио за свою научную, просветительскую, общественную и благотворительную деятельность. В 2002 году она была награждена Медалью мира Пирсона, которая вручается Ассоциацией Объединённых Наций в Канаде, за свою деятельность по продвижению идей мирного сосуществования, социальной справедливости и прав человека. Среди других наград Франклин — Памятная премия Элси Грегори Макгилл (1987) за вклад в образование, науку и технологии и Премия Виганда (1989), вручаемая канадцам за выдающийся вклад в человеческий аспект науки и технологии.
В 1989 году Франклин получила право на прочтение цикла лекций Мэсси — честь, ежегодно предоставляемая одному из ведущих канадских учёных (впоследствии этот цикл лекций был издан как книга «Подлинный мир технологии» — англ. The Real World of Technology). Она была почётным доктором более чем сорока вузов, а с 1993 года состояла членом Королевского общества Канады. В 2012 году имя Франклин было внесено в списки Зала славы канадской науки и технологий. В её честь названа средняя школа в Торонто — Академия Урсулы Франклин, открывшаяся в 1995 году; в 1999 году Королевское общество Канады учредило премию имени Урсулы Франклин, вручаемую раз в два года за гендерные исследования.